# Weltanschauungsprofessur
Weltanschauungsprofessuren waren in Deutschland zumal in der Zwischenkriegszeit Einrichtungen konfessionell quotierter Lehrstühle für vorwiegend geisteswissenschaftliche Fächer. Sie betrafen fast ausschließlich römisch-katholischen Lehrenden vorbehaltene Professuren an vorwiegend protestantischen Universitäten. Diesbezügliche Besetzungsverträge insbesondere auch aus Konkordaten sind zum Teil bis heute noch in Kraft.

## Konfessionelle Weltanschauungsprofessuren
Um der konfessionellen Ausgewogenheit willen, sollten aber nach dem Ersten Weltkrieg an Universitäten, an denen eine Konfession nicht mit einer eigenen Fakultät vertreten war, eine Weltanschauungsprofessur der jeweils anderen Konfession angesiedelt werden.
Vorausging eine parlamentarische Diskussion, die Ende 1919 in einem Beschluss der preußischen Landesversammlung endete, unter anderem in Berlin, Frankfurt und Göttingen katholische Weltanschauungsprofessuren einzurichten. In Berlin war es aber dann erst Kultusminister Carl Heinrich Becker, der 1922/23 an der Berliner Universität eine katholische Weltanschauungsprofessur vorantrieb. Die Universität, insbesondere die Evangelische Fakultät, lehnte aber die direkte Eingliederung in die Universität ab, so dass der Lehrstuhl der Katholisch-Theologischen Fakultät der Universität Breslau angegliedert wurde. Erster Lehrstuhlinhaber war damals Romano Guardini. In Frankfurt wurde sie mit Theodor Steinbüchel besetzt, später aber dann als außerordentliche Professur für Philosophie weitergeführt.
Nicht selten war die Idee einer katholischen Weltanschauungsprofessur mit dem Inhalt der scholastischen Philosophie verknüpft. Unter anderem Romano Guardini hat jedoch – wahrscheinlich aufgrund einer Anregung Max Schelers – diese Beschränkung aufgehoben und sich der Auseinandersetzung mit moderner Philosophie, Literatur und Kunst gewidmet.

## Weltanschauungsprofessuren im Totalitarismus
In den totalitären Systemen des Nationalsozialismus und des Kommunismus wurden diese konfessionell orientierten Weltanschauungsprofessuren verdrängt, da man neben der eigenen Weltanschauung keine Konkurrenz dulden konnte. Letztendlich mutierten die meisten Lehrstühle für Philosophie und Geschichte während des Dritten Reiches und in den kommunistischen Diktaturen zu Weltanschauungslehrstühlen.

## Lehrstühle für Christliche Weltanschauung
Nach der Erfahrung des Totalitarismus und der Praxis der konfessionellen Weltanschauungslehrstühle verlagerte sich die Ausrichtung nach dem Zweiten Weltkrieg stärker auf die "Christliche Weltanschauung". Heute gibt es noch die sogenannten Guardini-Lehrstühle in München und Berlin. In der öffentlichen Diskussion werden häufig auch die sogenannten Konkordatslehrstühle als Weltanschauungslehrstühle bezeichnet. Das bayerische Konkordat von 1924 hat diese Lehrstühle, die nicht an einer theologischen Fakultät angesiedelt sind, auf deren Berufung aber die katholische Kirche Einfluss nehmen kann, ermöglicht.